# Rozee.pk
Rozee.pk（直译：“生计”；中文翻译：罗资）是巴基斯坦最大的求职和招聘网站。该网站由互联网企业家莫妮斯·拉赫曼于2007年创建，由拥有和运营。该网站主要用于寻找中低层职位的空缺。2013年，Rozee.pk还收购了沙特阿拉伯的就业网站Mihnati.com。2016年，网站整体重构，更换了界面、算法和Logo。

## 历史
2005年，巴基斯坦互联网企业家莫尼斯·拉赫曼决定建立一个粗糙的招聘网站，为他的公司张贴职位空缺的信息。但其他的许多公司联系莫尼斯，想要张贴他们的公司或产品的广告到他的网站。莫尼斯同意免费张贴他们的广告，以帮助提高他的公司的流量。之后，他向一些公司提供了在网站上搜索简历的功能，以及在网站首页上张贴公司标识的功能。他把这个新网站命名为Rozee，这个乌尔都语单词的意思是“生计”。
2007年，Rozee.pk进入完全运转的状态，产生的流量甚至比拉赫曼的更多。他使用Naseeb得到的收益，以及德丰杰投资和ePlanet风险提供的200万美元，雇佣销售人员去向大公司的客户推销。当时，大多数的客户仍在传统报纸上登招聘广告。经过多年的发展，已有超过6.3万家公司在Rozee.pk上发布招聘信息。

2013年，Rozee.pk收购了沙特阿拉伯的就业网站Mihnati.com，收购金额不详。谈到是次收购，莫尼斯说：“通过迁移所有Mihnati的雇主和求职者到Rozee.pk上，我们为沙特的销售团队提供了一款功能强大得多的产品。”
2015年，Rozee.pk从Vostok_Gas和Piton Capital获得650万美元投资。2016年，网站整体重构，更换了界面、算法和Logo。

## 现状
Rozee.pk有英语、乌尔都语和简体中文版本，但简体中文版本的翻译暂不完善。该网站为求职者和雇主分别提供一个求职和招聘平台，并向他们提供服务。该网站还拥有一个巨大的建立数据可供搜索。目前，Rozee.pk是巴基斯坦最大的就业网站，每天有超过6.5万家公司发布招聘信息，3253万份申请被处理，有600万的独立访客。